# Meester Schoenmaker

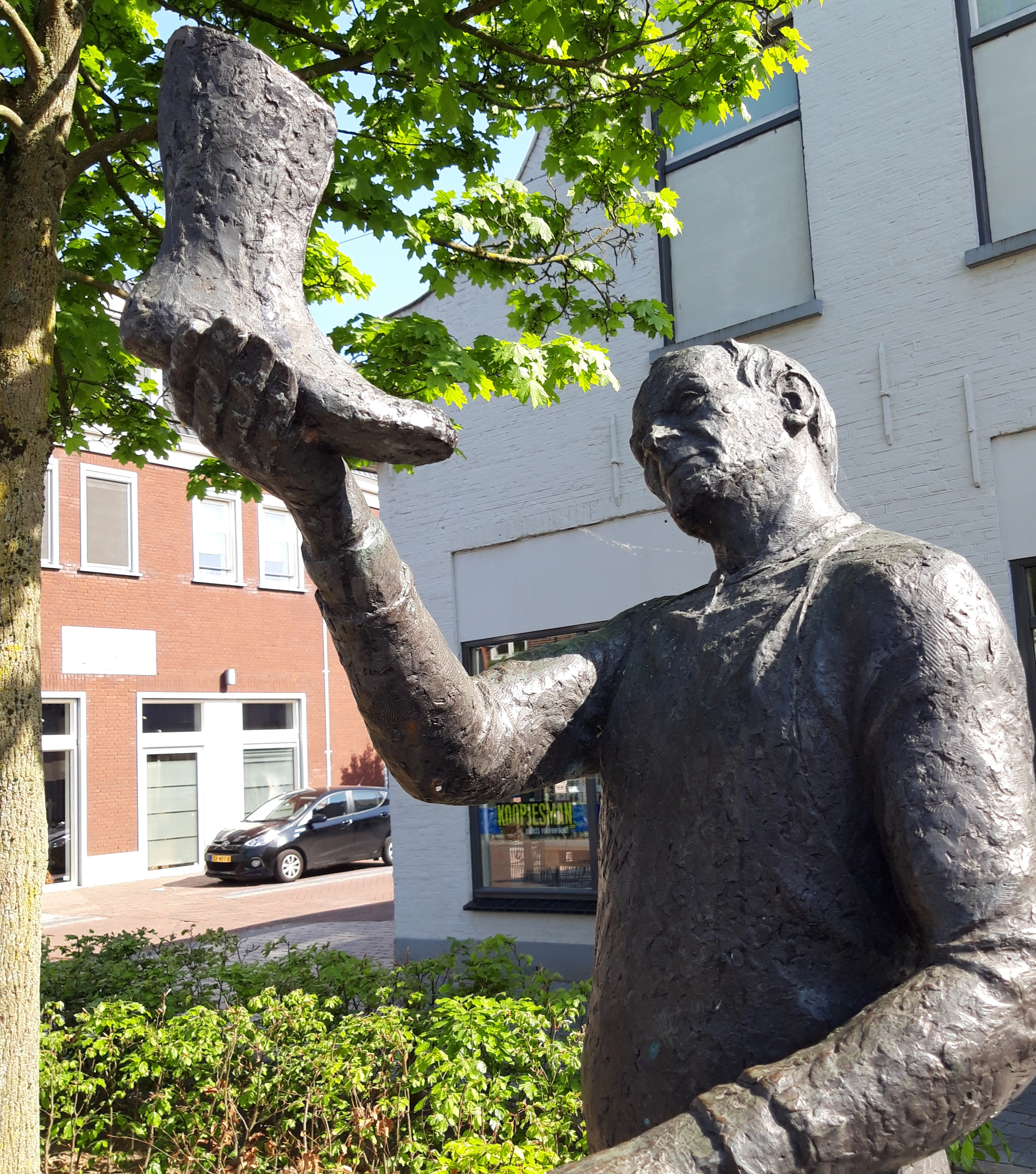
De Meester Schoenmaker in Kaatsheuvel

De Meester Schoenmaker is een standbeeld in de openbare ruimte in Kaatsheuvel.
Het beeld is gemaakt door de Loonse kunstenaar Louis Maas en werd in 1987 onthuld op de kruising van de Peperstraat en de Hoofdstraat. Er is gekozen voor een fictieve figuur die symbool staat voor de Kaatsheuvelse schoenenindustrie. Kaatsheuvel, Loon op Zand en De Moer worden beschouwd als onderdeel van de Langstraatstreek, een regio die zich roemde om haar natuurlijke bronnen voor de schoenenindustrie.